# ネットケア
ネットケア（英語: Netcare Limited）は南アフリカ共和国を本拠地として私立病院経営、緊急医療、緊急移送サービスなどをしている公開株式会社。ヨハネスブルグ証券取引所に上場したのは1996年。南アフリカで52病院、イギリスで56病院を経営しているほかに、レソトでは官民協力の下での病院経営もしている。